# Кјусјур
Кјусјур (рус. Кюсюр; јакутски: Күһүүр) село је у Булунском рејону, на северу Републике Јакутије у Русији. Кјусјур се налази 120 километара југозападно од Тиксија, центра рејона.
Налази се на десној обали Лене. Кјусјур је основан 1924. године, а до 1957. године је био центар рејона.

## Становништво
| 1989. | 2002. | 2010. |
| ----- | ----- | ----- |
| 1.800 | 1.336 | 1.345 |